# Promachus maculatus
Promachus maculatus är en tvåvingeart som först beskrevs av Fabricius 1775.  Promachus maculatus ingår i släktet Promachus och familjen rovflugor. Inga underarter finns listade i Catalogue of Life.